# Data Terminal Equipment
Il Data Terminal Equipment (abbreviata in DTE o DEE)
è un qualunque dispositivo che svolge le funzioni di sorgente o destinazione di una comunicazione dati.
Il DTE in trasmissione converte i dati dell'utente in segnali e in ricezione riconverte i segnali ricevuti.
Il DTE è collegato a un circuito di trasmissione dati tramite un Data Communications Equipment (DCE). 
Di norma i dispositivi DCE forniscono il clock (timing interno), mentre i dispositivi DTE sincronizzano l'orologio fornito (timing esterno).
Generalmente il DTE è un terminale o un personal computer, mentre il DCE è un modem.
Il più diffuso standard per la comunicazione DTE-DCE è lo RS-232, che prevede una velocità massima è 115200 bit/s e un cavo seriale di lunghezza massima 15 metri..
Il connettore usato è di tipo D-subminiature con il seguente assegnamento dei pin.
Nel connettore a 25 pin:
- il DTE trasmette sul pin 2 e riceve sul pin 3;
- il DCE trasmette sul pin 3 e riceve sul pin 2.

Nel connettore a 9 pin;
- il DTE trasmette sul pin 3 e riceve sul pin 2;
- il DCE trasmette sul pin 2 e riceve sul pin 3.

Altri standard di comunicazione DCE-DTE sono X.25 e lo standard di comunicazione sincrona V.35.
Per estensione, con DTE si indicano talvolta anche tutte le apparecchiature collegate a linee analogiche o digitali o le schede in interfaccia.